# 佐世保市立祇園中学校
佐世保市立祇園中学校（させぼしりつ ぎおんちゅうがっこう, Sasebo City Gion Junior High School）は、長崎県佐世保市祗園町にある公立中学校。略称「祇園中（ぎおんちゅう）」。
2025年（令和7年）4月に夜間学級（夜間中学）が開設された。

## 概要
歴史
2011年（平成23年）に佐世保市立旭中学校と佐世保市立花園中学校の統合により開校した。
校訓
「理性・創造・尚志・自彊」
生活信条
- 校是 - 「夏山にのぼる旭の如くあれ」
- 祇園精神 - 「理性を尊び 志を尚くし 奮励努力もって自彊やまず」

校章
校章は新設にあたり公募され、広島県廿日市市の堀江豊の作品が選ばれ、制定された。九十九島の海と空を表す青色を背景に、祇園（GION）の「G」（赤色）と中学校の「中」（黄色）を組み合わせ、未来に向けて飛翔する鳥を表している。なお「G」の赤色は朝日（旧・旭中学校）を表しており、「中」の黄色は応援旗に使用されていたということで、旧・花園中学校を表している。
校歌
作詞は新谷智恵子、作曲は松岡貴史による。歌詞は3番まであり、各番とも「我らの祇園中学校」で終わる。1番には朝日（旭）、2番には「花の園」（花園）が登場する。
校区
- 佐世保市立小佐世保小学校
- 佐世保市立祇園小学校
- 佐世保市立山手小学校

## 沿革[2]
旧・佐世保市立旭中学校
- 1947年（昭和22年）4月1日 - 学制改革（六・三制の実施）により、「佐世保市立旭中学校」が開校。
  - 校区は戸尾小学校[8]、小佐世保小学校、光園小学校[8]。
  - 校舎は当初、元海軍福石工員寄宿舎跡を仮校舎として授業を開始。その後、小佐世保小学校の一部・元・佐世保市立第二高等女学校跡に移転。
- 1949年（昭和24年）5月26日 - 新校舎の完成により、祇園町に移転。
- 1957年（昭和32年）4月1日 - 花園中学校の新設に伴い、光園小学校[8]区を移管。
- 2011年（平成23年）3月31日 - 閉校。

旧・佐世保市立花園中学校
- 1957年（昭和32年）
  - 4月1日 - 旭中学校と清水中学校の一部を分離し、「佐世保市立花園中学校」として独立開校。旭中学校から光園小学校[8]区が移管。
    - 校区は山手小学校、光園小学校[8]。
    - 校舎は当初、清水中学校6教室を借用。

  - 5月25日 - 花園町に新校舎が完成し、移転。
- 2011年（平成23年）
  - 3月31日 - 閉校。
  - 5月7日 - 花園中学校同窓会によって「花園中学校開設の地」記念碑が建立。
  - 9月17日 - 花園中学校同窓会によって「花園精神の記念碑」が建立。
    - 跡地には2019年（平成31年）4月に九州文化学園小学校・中学校が開校した[9][10]。

佐世保市立祇園中学校
- 2009年（平成21年）6月 - 佐世保市議会にて、学校規模適正化によって教育活動を活性化することを目的に旭中学校と花園中学校の統合が決定。
- 2011年（平成23年）4月1日 - 旭中学校と花園中学校を統合し、「佐世保市立祇園中学校」（現校名）が開校。校舎は旧・花園中学校のものを使用。
  - 旧・花園中学校の知的障がいの特別支援学級に加え、自閉症・情緒障がいの特別支援学級を新設。
- 2013年（平成25年）
  - 3月 - 旧・旭中学校校地[11]（北緯33度10分35.9秒 東経129度43分32.2秒 / 北緯33.176639度 東経129.725611度）に新校舎が完成。
  - 4月 - 現在の校舎に移転。
  - 9月 - 完全給食を開始[12]。
- 2025年（令和7年）4月1日 - 夜間学級（夜間中学）を開設[1]。

## アクセス
- 電車 - 松浦鉄道 「中佐世保駅」徒歩5分

## 周辺
- 阿弥陀寺（浄土真宗本願寺派）
- 佐世保市体育文化館（コミュニティセンターホール）
- 佐世保市立祇園小学校
- 佐世保郵便局（ゆうちょ銀行熊本支店佐世保出張所）
- 佐世保花園郵便局
- 佐世保簡易裁判所
- 佐世保中央公園
- 佐世保市交通安全学習館
- させぼ市民活動交流プラザ（旧戸尾小学校校地）
- 九州文化学園小学校・中学校（旧花園中学校校地）